# Максау (мости)
49°02′13″ пн. ш. 8°18′12″ сх. д. / 49.036811111111° пн. ш. 8.3032555555556° сх. д.
Мости Максау (нім. Rheinbrücken Maxau) — мости, що з’єднують місто Карлсруе, земля Баден-Вюртемберг і місто Верт, земля Рейнланд-Пфальц, Німеччина. 
Вони перетинають Рейн у передмісті Карлсруе Максау та передмісті Верта Максиміліансау. 
Маєток Максау, засновано Максиміліаном фон Баденом (1796–1882), молодшим сином Карла Фрідріха, великого герцога Баденського, на честь якого названо Максау, розташований на східному березі Рейну біля мосту. 
Сьогодні існує дві паралельні мостові споруди для автомобільного та залізничного руху.

## Сучасні мости

### Автомобільний міст
Автомобільним мостом прямує федеральне шосе 10. 
Міст, спроектовано Вільгельмом Тієд'є, та є вантовим мостом довжиною 292 м з системою напіввіяла. Пілон заввишки 48 м, підтримується центральною опорою, асиметрично ділить міст на дві секції довжиною 175 і 117 м. 
Верхня конструкція сталевого мосту має ширину настилу 35,30 м, вміщує дві трисмугові проїзні частини з пішохідними та велосипедними доріжками з обох боків. 
Автомобільний міст відкрито в грудні 1966 року. 

### Залізничний міст
Двоколійний залізничний міст залізниці Вінден — Карлсруе розташований за кілька метрів на південь від автомобільного мосту. 
Його відкрито 29 квітня 1991 року як одноколійний міст і модернізовано у 2000 році додатковою надбудовою для  другої колії та введено в експлуатацію 12 травня 2000 року.
Залізничний міст складається з двох паралельних секцій зварних верхніх конструкцій сталевої ферми довжиною 292 м, що спираються на загальну центральну опору. 
Безстовпові ферми мають висоту 12,00 м і мають наскрізну ферму в поздовжньому напрямку. 
Як і в автомобільному, опора асиметрично ділить міст на дві секції довжиною 117 і 175 м. 

## Раніші мости

### Понтонний міст 1840 року
Сьогоднішні мости в Максау є п’ятим і шостим мостом, побудованим у цьому місці з моменту відкриття першого перетину Рейну в 1840 році.
Перший міст через Рейн поблизу Максау  відкрито 25 серпня 1840 року як наплавний міст для автомобільного руху. Він складався з 34 корпусів, що плавали по Рейну, опорних балків, на яких була змонтована дорога. 
Він мав довжину 276 м і вантажопідйомність 4 т. 
Окремі балки можна було зняти, щоб дозволити прохід кораблям і плотам.

### Понтонний міст 1865 року
Будівництво залізниці Максау в 1862 році призвело до необхідності спорудження нового мосту для залізниці, який сполучає залізницю Максау між Карлсруе та Максау з новоствореною залізницею на дистанції Вінден – Верт – Максиміліансау. 
Вперше в Європі цей комбінований залізнично-автомобільний міст побудовано як понтонний. 
Як технічний піонер, його нагороджено золотою медаллю в 1867 році на Паризькій міжнародній виставці. 
Новий міст замінив споруду 1840 року. 
До відкриття Гермерсгаймського мосту в 1877 році, значні обсяги саарського вугілля до південної Німеччини перетинали Рейн тут. 

Цей міст мав загальну довжину 363 м, з яких 234 м припадало на сам міст і 129 м — на два під’їзди. 
Він складався з 34 понтонів, на яких було змонтовано 12 балків, що підтримували залізницю. 
Шість залізничних перегородок можна було вивести для проходу кораблів. 
Дорогу розділяла центральна залізнична колія на дві смуги.
Залежно від рівня води Рейну змінювалася висота мосту при переході через берег, що також змінювало нахил мосту: у низьку воду міст був нижчим за береги, тому поїзди при русі мостом мали максимальний нахил 3,5% для підйому; з іншого боку, міст був вищий за береги під час високої води, тому доводилося долати підйом максимум на 3,3%. 
Низька вантажопідйомність 101 т вимагала використання спеціальних, особливо легких локомотивів Baden I b (мостових локомотивів) з робочою масою 22 т. 
Потяги з максимум п'ятьма вагонами перетягували через берег і через Рейн мостовим локомотивом і повертали до звичайного локомотива на іншому березі. 
Оскільки мостові локомотиви мали лише обмежену потужність, у часи маловоддя могли виникнути проблеми, якщо мостовий локомотив не міг підняти поїзд з мосту через крутий схил до берега. 
Під час руху поїздів по мосту він був закритий для автомобільного руху близько двох годин. 
У розкладі 1925 року щодня було п’ять безперервних пар поїздів. 

Коли на Рейні був лід, понтонний міст доводилося розібрати з міркувань безпеки та відбуксирувати в гавань.

### Рейнський міст 1938 року
Технічні та експлуатаційні недоліки понтонного мосту – порушення судноплавства, низька пропускна здатність і дорога експлуатація – призвели до будівництва першого стаціонарного мосту в Максау в 1930-х роках. 
Урочисте відкриття нового мосту відбулося 17 січня 1938 року (автомобільний міст) і 3 квітня 1938 року (залізничний міст). 
Міст мав центральну опору, конструкція мала поділ на два прольоти довжиною 175 м і 117 м. 
Він мав дві сталевій фермі: одну верхню для двоколійної залізничної колії та одну для дороги. 
Новий міст через Рейн пошкоджено 21 березня 1945 року під час авіанальоту.

### Міст 1947 року
Після руйнування мосту в 1938 році в Максау побудовано кілька короткострокових тимчасових споруд, спочатку у формі понтонного мосту, побудованого французькими збройними силами для дорожнього руху. Через короткий час його замінили іншим понтонним мостом, який проклали трохи вище за течією. У 1946 р. для залізниці, яка з’єднала два береги, на місці старого понтонного мосту 1865 р. було добудовано невисокий дерев’яний місті. Ці тимчасові мости залишалися в експлуатації до введення в експлуатацію мосту 1947 року.
Які довгострокова заміна мосту, зруйнованого в 1945 році, новий міст був побудований на південь від місця розташування мосту побудови 1938 року. Його побудовали на чотирьох  опорах, які підтримувалися великою кількістю сталевих труб, вбитих у землю. Сталеві надбудови на фермах, несли залізничну колію і проїжджу частину. Після будівництва нового автомобільного мосту 1966 року настил проїжджої частини розібрали і до 1991 року залишився лише залізничний настил.
Між чотирма пілонами мосту було п’ять прольотів, кожен з яких мав прохід для річкового транспорту. Дуже вузька ширина прольотів незабаром стала перешкодою для судноплавства. Так 9 червня 1987 року сталася велика корабельна аварія, в результаті якої була протаранена опора одного з мостів; затонуло судно. Для того, щоб підняти судно та перевірити міст на стійкість, залізничний рух мостом та навігацію по Рейну довелося перервати на кілька тижнів.